# Terrance Ferguson
Terrance Eugene Ferguson (ur. 17 maja 1998 w Tulsie) – amerykański koszykarz, występujący na pozycji rzucającego obrońcy, od 2023 zawodnik Cape Town Tigers.
W 2015 zdobył srebrny medal podczas turnieju Adidas Nations. Rok później wystąpił w dwóch meczach gwiazd amerykańskich szkół średnich – Nike Hoop Summit i McDonald’s All-American.
8 grudnia 2020 trafił w wyniku wymiany do Philadelphia 76ers. 25 marca 2021 został wytransferowany do New York Knicks. Trzy dni później został zwolniony.
27 sierpnia 2022 został zawodnikiem GTK Gliwice.

## Osiągnięcia
Stan na 1 grudnia 2023, na podstawie, o ile nie zaznaczono inaczej.
Reprezentacja
- Mistrz:
  - świata:
    - U–19 (2015)
    - U–17 (2014)

  - Ameryki U–16 (2013)